# 9165 Raup
9165 Raup (1987 SJ3) là một tiểu hành tinh vành đai chính bên trong được phát hiện ngày 27 tháng 9 năm 1987 bởi C. S. Shoemaker và E. M. Shoemaker ở Palomar.